# Bart Somers (politico)
Bart Jozef Lodewijk Rosalia Somers (Malines, 12 maggio 1964) è un politico belga, Sindaco di Mechelen dal 2001, membro dei Liberali e Democratici Fiamminghi Aperti, di cui ne è stato anche presidente dal 2004 al 2009 ed ex Ministro presidente delle Fiandre dal 2003 al 2004.

## Biografia

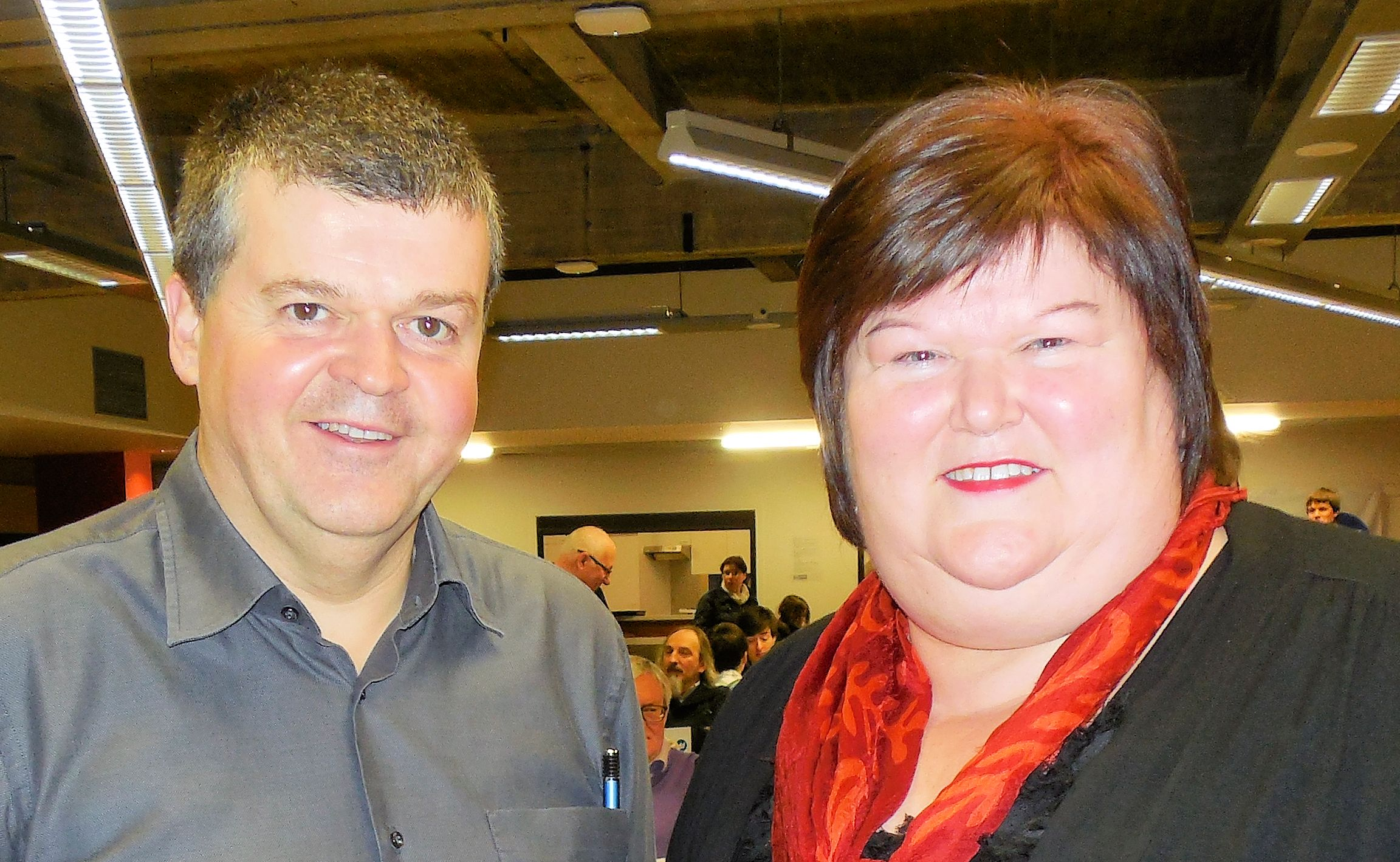
Bart Somers insieme a Maggie De Block nel 2013

Bart Somers è figlio dell'ex parlamentare Volksunie, Joos Somers, che è stato in particolare deputato e senatore. Dopo la laurea in legge presso la (KU Leuven), Bart Somers passa alla Volksunie prima di entrare nell'Open VLD nel 1992. Parlamentare fiammingo dal 2004 e presidente dal dicembre 2004 dei Liberali e Democratici Fiamminghi VLD.
Tra il 2003 e il 2004 è stato Ministro Presidente della Regione fiamminga, dopo la presidenza di Patrick Dewael, diventato ministro dell'Interno del governo federale belga.
Dopo le elezioni regionali del giugno 2004, è stato nominato presidente ad interim dei democratici e dei liberali fiamminghi (VLD). Il 4 dicembre 2004, è stato eletto presidente del partito con una stretta maggioranza dei voti di fronte a Jean-Marie Dedecker.
Il 7 giugno 2009, dopo la caduta del suo partito alle elezioni regionali, si è dimesso. Guy Verhofstadt assume temporaneamente la presidenza del partito. Nel 2001, è diventato sindaco di Mechelen, rinnovando la carica nel 2007 e nel 2012 a seguito delle elezioni locali.
Nel 2016 Bart Somers è stato eletto capogruppo dell'ALDE all'interno del Comitato delle regioni.
13 febbraio 2017, ha ricevuto il "World Mayor Prize 2016" assegnato dalla think tank londinese City Mayors Foundation per l'investimento del suo comune sull'accoglienza e l'integrazione dei rifugiati migranti.

## Fiandre e Belgio
Preferisce preservare gli interessi delle Fiandre piuttosto che quelli del Belgio. Il 2 settembre 2006 ha dichiarato:
«Nella mia generazione politica, privilegiamo gli interessi regionali fiamminghi».